# ناحیه ایگل، میشیگان
ناحیه ایگل (به انگلیسی: Eagle Township) یک منطقهٔ مسکونی در ایالات متحده آمریکا است که در شهرستان کلینتون، میشیگان واقع شده‌است.
 ناحیه ایگل ۹۱٫۶۳ کیلومتر مربع مساحت و ۲٬۶۷۱ نفر جمعیت دارد و ۲۵۴ متر بالاتر از سطح دریا واقع شده‌است.